# Bäckahästen (opera)

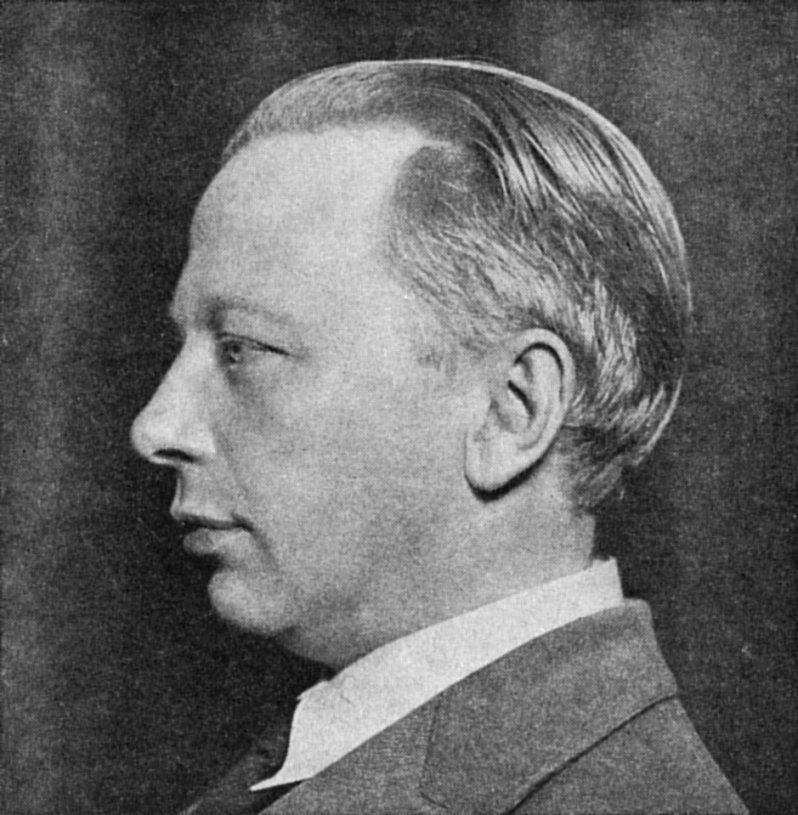
Kurt Atterberg

Bäckahästen är en svensk opera (Skånskt sagospel) i fyra akter (upptåg) med musik och libretto av Kurt Atterberg. Texten bygger på Anders Österlings dikt med samma namn från 1909. Operan hade premiär den 23 januari 1925 på Kungliga Operan i Stockholm.

## Historia
När Atterberg i augusti 1923 började skriva sin opera Bäckahästen utgick han från Anders Österlings vid det laget fjorton år gamla dikt. Diktaren hade fullbordat sitt verk vid 25 års ålder – den nu 36-årige tonsättaren tog god tid på sig med det skånska sagospelet. Han visste att Karl-Axel Riben ännu var operachef och det betydde att det inte var någon mening med att skynda. Tiderna förändrades emellertid snabbare än väntat. Redan året därpå blev John Forsell operachef och han hade sedan länge ett gott öga till Atterberg, vilken nu uppmanades att fortast möjligt avsluta operan. Klaverutdraget till Bäckahästen var klart den 15 juni 1924. Atterberg skrev i sina minnesanteckningar: "Jag hade fått besked från Operan, att man var intresserad av Bäckahästen och att man ville ge den så snart som möjligt. Den 7 juni skrev jag till operachefen Forsell och meddelade att jag var övertygad om att ha allt färdigt till början av januari 1925." Den 15 september 1924 låg verket färdigt.
Premiären ägde rum den 23 januari 1925 och Atterberg skrev: 
"Föreställningen var fint förberedd i alla avseenden, så det blev storsuccé. Nästan alla innehavare av bärande roller var skåningar, så det sjöngs på originalspråket! Oscar Ralf storartad som bonden Kristoffer, Gertrud Pålson intagande som Lisa, etc, och den mäktige Ivar F. Andrésen med sin bullrande bas grandios som själva Bäckahästen. Kerstin Thorborg, den blivande storsångerskan, sjöng Fladdermusen och Anders Österling hade på begäran – när man på repetitionerna hörde hur skönt det klingade – skrivit en strof till. Sven d'Ailly gjorde Jöns av Jerusalem med oemotståndlig humor. Jag hade utrustat honom med ett litet positiv, vilket genom instrumentationen höjde effekten."
Operan spelades sammanlagt 45 gånger fram till 1963.

## Personer
| Roller                          | Röstäge     | Rollbesättning vid premiären 23 januari 1925 (Dirigent: Nils Grevillius) |
| ------------------------------- | ----------- | ------------------------------------------------------------------------ |
| Kristoffer, bonde och nämndeman | Tenor       | Oscar Ralf                                                               |
| Mor Kristoffers                 | Mezzosopran | Ebba Högfeldt                                                            |
| Lisa, deras dotter              | Mezzosopran | Gertrud Pålson-Wettergren                                                |
| Per Dräng                       | Baryton     | Sven Herdenberg                                                          |
| Jöns Skomakare                  | Baryton     | Sven d'Ailly                                                             |
| Mårten Spelman                  | Tenor       | James Westheimer                                                         |
| Skänkmadammen                   | Mezzosopran | Jenny Lidström                                                           |
| Förste beväringsmannen          |             | Nils Andersson                                                           |
| Ander beväringsmannen           |             | Olle Tjernberg                                                           |
| Bäckahästen                     | Bas         | Ivar F. Andrésen                                                         |
| Mullvaden                       |             | Ernst Svedelius                                                          |
| Fladdermusen                    | Mezzosopran | Kerstin Thorborg                                                         |
| Svalan                          | Sopran      | Ruth Althén                                                              |
| Första blomman                  |             | Margit Mandahl                                                           |
| Andra blomman                   |             | Inez Wassner                                                             |

## Handling

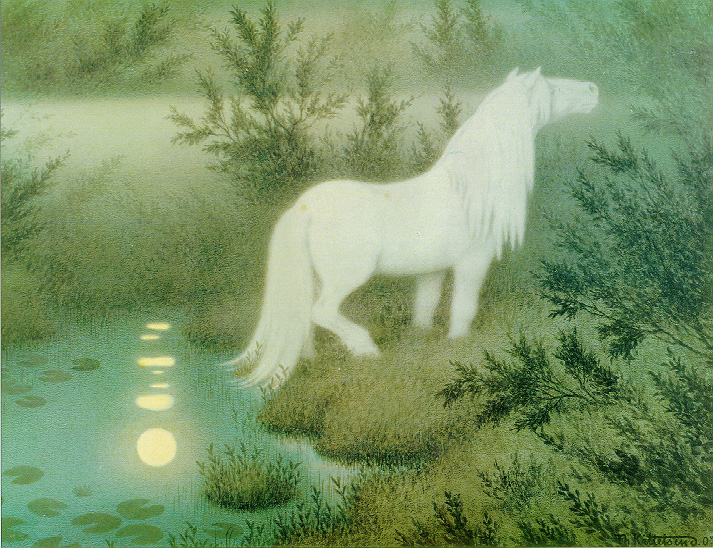
Bäckahästen, målning av Theodor Kittelsen.

Den gamle bonden Kristoffer kommer hem från åkrarna och i fjärran spelar en fiol upp till dans. Tämligen snart konfronteras man med en folksägen kring vilken operans handling kretsar. På midsommarafton måste man låta bäcken vara ifred, så att inte de naturväsen som bor där störs och hämnas. Men det har varit torka och Kristoffer, som även är en nykter nämndeman låter sig inte påverkas av gammalt skrock. Han kastar dottern Lisas nio sorters blommor till djuren, eftersom han inte tror att hon på så sätt ska drömma om sin tillkommande, men han kan ändå inte låta bli att rysa när han smakar på bäckvattnet. Han hinner inte mer än svälja förrän Bäckahästen står där. En jättelik, vitgrå häst med blodsprängda ögon i sitt vitskäggiga gubbansikte, sävgrön i håret och vid öronen behängd med vattenödlor och annat bäckens yngel, överstänkt med skum, flagor, ruggig och skräckinjagande. För sitt brott mot naturens ordning förs Kristoffer till den rättegång som varje midsommarafton hålls av djur och växter som blivit skändade av människan. I galopp förs han bort på Bäckahästens rygg och när Lisa kommer för att hämta honom är han försvunnen. Istället möter hon Per Dräng och de unga förälskade ger sig av till dansen.
I andra upptåget följer rättegången, där blommor, träd, lysmaskar, fladdermöss, syrsor, myror, svalor, mullvadar med flera anklagar Kristoffer för att han har trampat på dem, mejat ner dem, skadat deras bon med spaden etc. Den stackars bonden befinns skyldig och döms att jaga fram genom byn som ett jehu, dansa, skutta, ramla omkull och falla i bäcken till allas åtlöje. Den målande musiken skildrar den dödsförskräckte bondens flykt.
På dansbanan gnider Mårten Spelman på fiolen så att tonerna knappast kan skiljas från bäckens brus. När glädjen är som störst kommer den dyngsure Kristoffer jagande till allas hån och skratt. Uppträdet ger den gudsfruktige Jöns Skomakare anledning att ta folket i upptuktelse för sitt syndfulla leverne men Skänkmadammen tänker på sin försäljning och uppmanar Jöns att följa Kristoffer i hälarna för att frälsa hans förtappade själ.
I sista upptåget är vi tillbaka vid gården i första bilden. Allt är sig likt, men för Kristoffer är allt förändrat. Visst är skomakaren honom hack i häl, men Kristoffer hör bara hans nytillverkade tofflor som trängs i ränseln och klagar och gnyr. En forell som hamnat på land släpper han tillbaka i vattnet. Kristoffer har blivit mänskligare eller "naturligare". Utan vidare protester ger han Lisa och Per sin faderliga välsignelse och det hela slutar med att bäcken får sista ordet – dess sorl dör bort.